# 멍석딸기
멍석딸기는 장미과에 속하는 갈잎 떨기나무이다. 한국 원산이며, 일본의 오키나와, 대만, 중국, 오스트레일리아에도 서식한다. 제주도에서는 콩탈이라 부른다.

## 생태
산기슭이나 들에서 자라며 그늘을 싫어한다. 키는 30 센티미터 정도 자라며 사방으로 뻗어 나간다. 줄기에는 갈고리 모양의 가시가 난다. 잎은 어긋나고 3출엽인데, 끝에 있는 잎이 다시 세 개로 갈라지기도 한다. 작은 잎 가장자리에 톱니가 있으며 뒷면에 흰색 털이 촘촘히 나 있다. 꽃은 5~6월에 줄기 끝의 총상꽃차례에 달리는데, 분홍색이다. 꽃자루에도 가시가 나며, 꽃잎은 5장이고 꽃받침보다 짧다. 열매는 장과이며 7~8월에 붉게 익는다. 열매는 먹을 수 있다.

## 사진

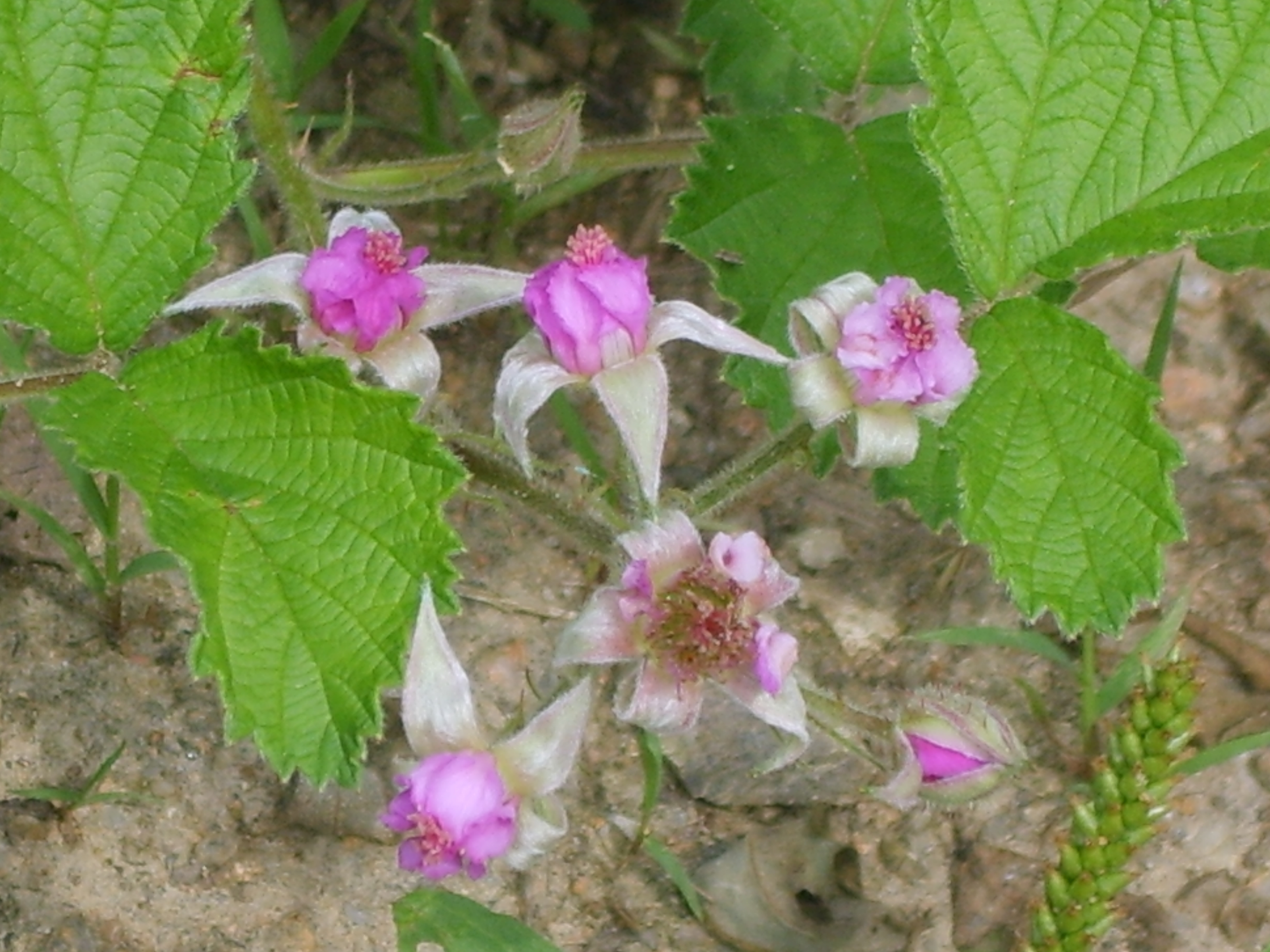
꽃
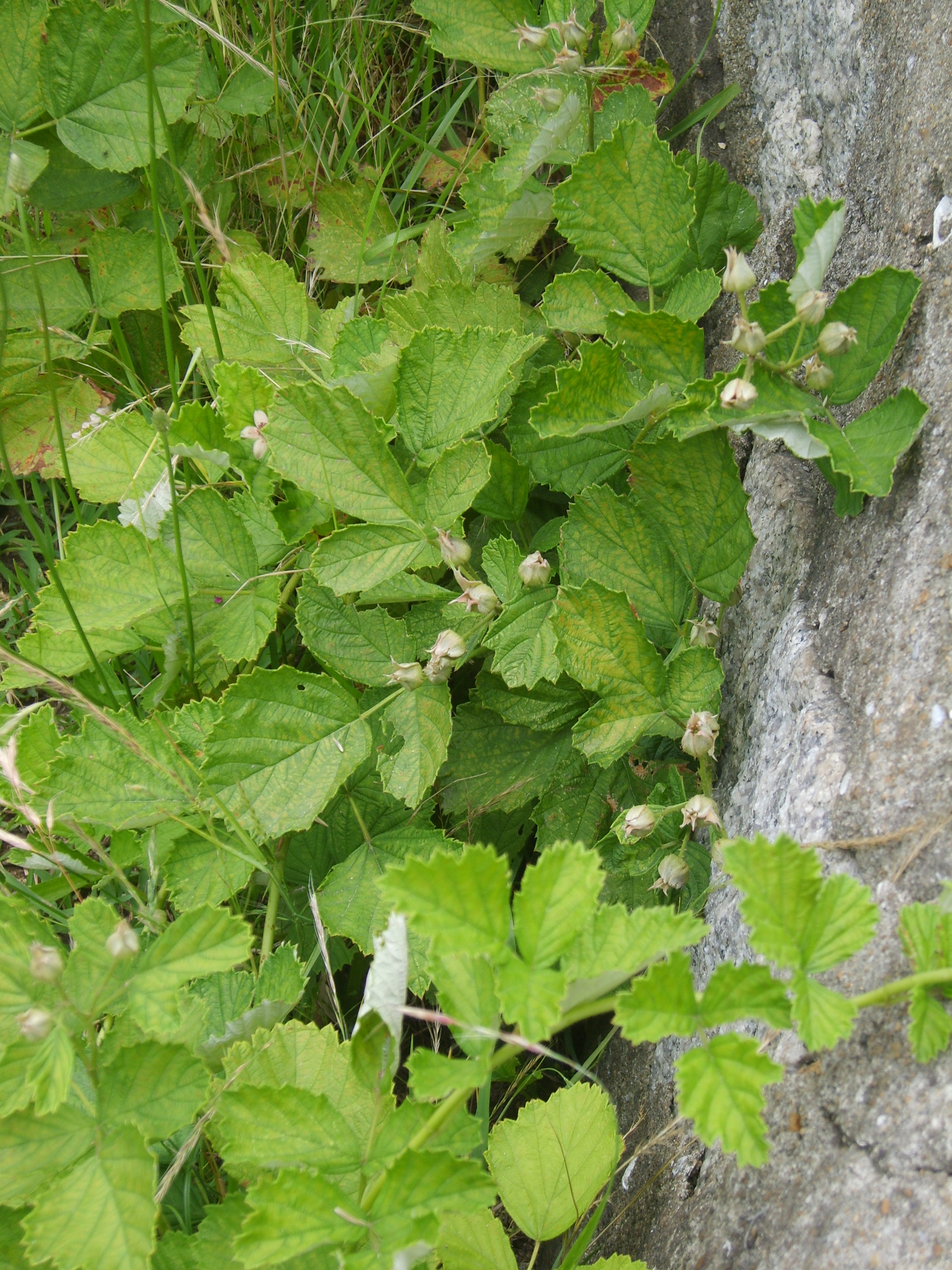
3출엽 잎, 꽃봉오리
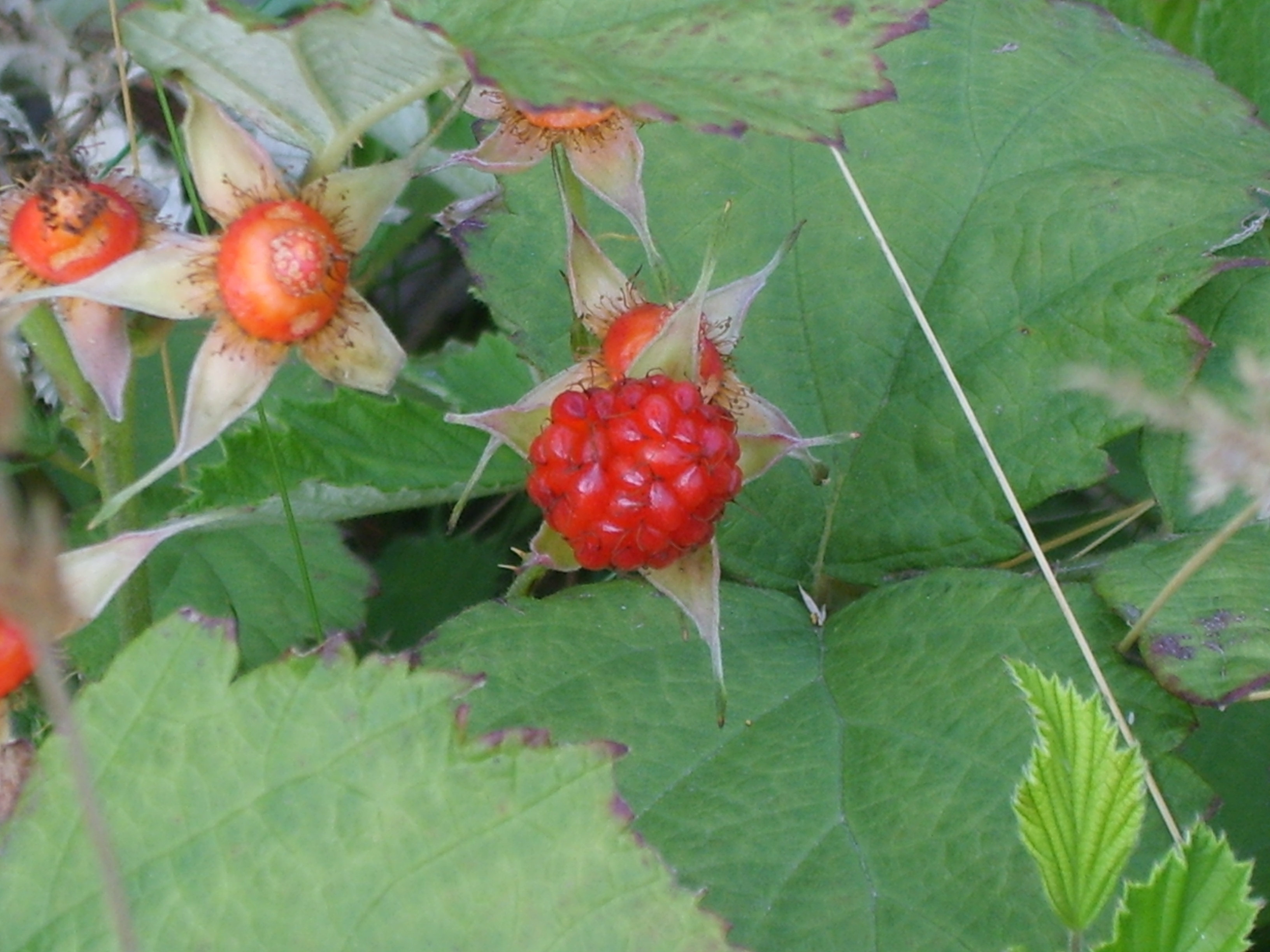
열매
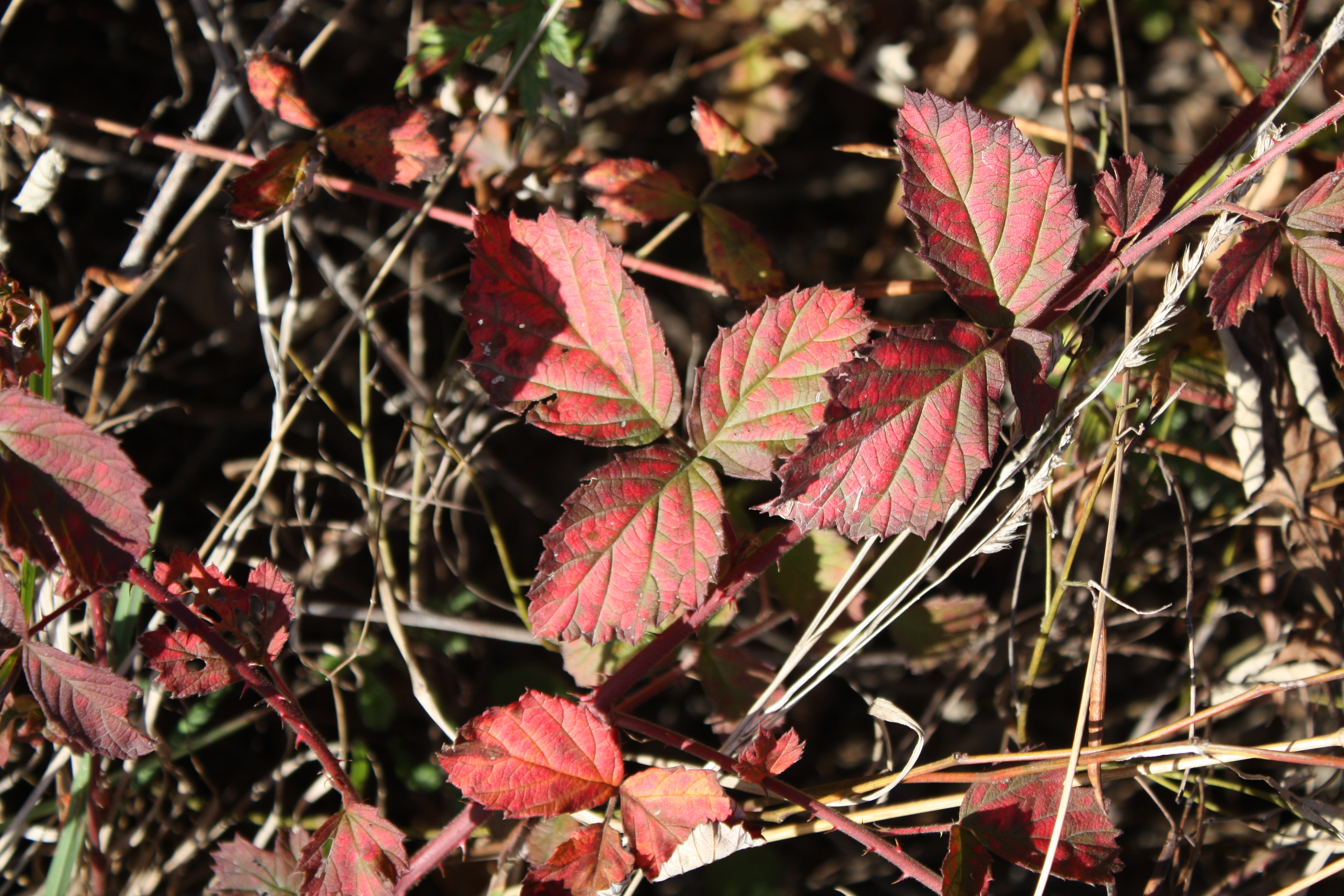
단풍

## 참고 문헌
- 윤주복 (2004). 《나무 쉽게 찾기》. 진선출판사. ISBN 978-89-7221-414-4.[쪽 번호 필요]
- 풀베개